# ASB Classic 2020 - Qualificazioni singolare femminile
Le qualificazioni del singolare dello ASB Classic 2020 sono un torneo di tennis preliminare per accedere alla fase finale della manifestazione. Le vincitrici dell'ultimo turno entrano di diritto nel tabellone principale. In caso di ritiro di una o più giocatrici aventi diritto, a queste subentrano le lucky loser, ossia le giocatrici che hanno perso nell'ultimo turno ma che hanno una classifica più alta rispetto alle altre partecipanti che hanno comunque perso nel turno finale.

## Teste di serie
1. Kristie Ahn (primo turno)
2. Paula Badosa (secondo turno)
3. Ana Bogdan (primo turno)
4. Camila Giorgi (qualificata)

1. Nao Hibino (secondo turno)
2. Greet Minnen (qualificata)
3. Aliona Bolsova (secondo turno)
4. Ysaline Bonaventure (ultimo turno, lucky looser)

## Qualificate
1. Varvara Lepchenko
2. Ann Li

1. Greet Minnen
2. Camila Giorgi

### Lucky loser
1. Ysaline Bonaventure
2. Usue Maitane Arconada

1. Catherine McNally

## Tabellone

### Legenda
| - Q = Qualificato - WC = Wild card - LL = Lucky loser | - ALT = Alternate - SE = Special Exempt - PR = Protected Ranking | - w/o = Walkover - r = Ritirato - d = Squalificato |

### Sezione 1
|  | Primo turno       | Primo turno            | Primo turno       | Primo turno | Primo turno |  |  | Secondo turno     | Secondo turno     | Secondo turno     | Secondo turno     | Secondo turno |   |   | Ultimo turno      | Ultimo turno      | Ultimo turno | Ultimo turno | Ultimo turno |  |
|  |                   |                        |                   |             |             |  |  |                   |                   |                   |                   |               |   |   |                   |                   |              |              |              |  |
|  | 1                 | Kristie Ahn            | 7                 | 3           | 3           |  |  |                   |                   |                   |                   |               |   |   |                   |                   |              |              |              |  |
|  |                   | Catherine McNally      | 6(0)              | 6           | 6           |  |  | Catherine McNally | Catherine McNally | Catherine McNally | 6                 | 6             |   |   |                   |                   |              |              |              |  |
|  | Bibiane Schoofs   | Bibiane Schoofs        | Bibiane Schoofs   | 7           | 7           |  |  | Bibiane Schoofs   | Bibiane Schoofs   | Bibiane Schoofs   | 4                 | 1             |   |   |                   |                   |              |              |              |  |
|  | Mayo Hibi         | Mayo Hibi              | Mayo Hibi         | 5           | 68          |  |  |                   |                   |                   |                   |               |   |   | Catherine McNally | Catherine McNally | 7            | 4            | 4            |  |
|  | Varvara Lepchenko | Varvara Lepchenko      | Varvara Lepchenko | 6           | 6           |  |  |                   |                   | Varvara Lepchenko | Varvara Lepchenko | 5             | 6 | 6 |                   |                   |              |              |              |  |
|  | Allie Kiick       | Allie Kiick            | Allie Kiick       | 1           | 0           |  |  |                   | Varvara Lepchenko | 6                 | 63                | 6             |   |   |                   |                   |              |              |              |  |
|  |                   | Elisabetta Cocciaretto | 6                 | 2           | 3           |  |  | 7                 | Aliona Bolsova    | 3                 | 7                 | 4             |   |   |                   |                   |              |              |              |  |
|  | 7                 | Aliona Bolsova         | 3                 | 6           | 6           |  |  |                   |                   |                   |                   |               |   |   |                   |                   |              |              |              |  |

### Sezione 2
|  | Primo turno               | Primo turno               | Primo turno               | Primo turno | Primo turno |  |  | Secondo turno | Secondo turno         | Secondo turno         | Secondo turno | Secondo turno |   |   | Ultimo turno          | Ultimo turno          | Ultimo turno          | Ultimo turno | Ultimo turno |  |
|  |                           |                           |                           |             |             |  |  |               |                       |                       |               |               |   |   |                       |                       |                       |              |              |  |
|  | 2                         | Paula Badosa              | Paula Badosa              | 7           | 7           |  |  |               |                       |                       |               |               |   |   |                       |                       |                       |              |              |  |
|  | WC                        | Leylah Fernandez          | Leylah Fernandez          | 5           | 63          |  |  | 2             | Paula Badosa          | Paula Badosa          | 1             | 3             |   |   |                       |                       |                       |              |              |  |
|  | Lesley Pattinama Kerkhove | Lesley Pattinama Kerkhove | Lesley Pattinama Kerkhove | 2           | 67          |  |  |               | Usue Maitane Arconada | Usue Maitane Arconada | 6             | 6             |   |   |                       |                       |                       |              |              |  |
|  | Usue Maitane Arconada     | Usue Maitane Arconada     | Usue Maitane Arconada     | 6           | 7           |  |  |               |                       |                       |               |               |   |   | Usue Maitane Arconada | Usue Maitane Arconada | Usue Maitane Arconada | 1            | 5            |  |
|  | Ann Li                    | Ann Li                    | Ann Li                    | 6           | 6           |  |  |               |                       | Ann Li                | Ann Li        | Ann Li        | 6 | 7 |                       |                       |                       |              |              |  |
|  | Verónica Cepede Royg      | Verónica Cepede Royg      | Verónica Cepede Royg      | 3           | 3           |  |  |               | Ann Li                | Ann Li                | 6             | 6             |   |   |                       |                       |                       |              |              |  |
|  |                           | Yanina Wickmayer          | 63                        | 6           | 1           |  |  | 5             | Nao Hibino            | Nao Hibino            | 3             | 4             |   |   |                       |                       |                       |              |              |  |
|  | 5                         | Nao Hibino                | 7                         | 2           | 6           |  |  |               |                       |                       |               |               |   |   |                       |                       |                       |              |              |  |

### Sezione 3
|  | Primo turno        | Primo turno            | Primo turno        | Primo turno | Primo turno |  |  | Secondo turno          | Secondo turno          | Secondo turno | Secondo turno | Secondo turno |   |   | Ultimo turno | Ultimo turno       | Ultimo turno       | Ultimo turno | Ultimo turno |  |
|  |                    |                        |                    |             |             |  |  |                        |                        |               |               |               |   |   |              |                    |                    |              |              |  |
|  | 3                  | Ana Bogdan             | 4                  | 6           | 4           |  |  |                        |                        |               |               |               |   |   |              |                    |                    |              |              |  |
|  |                    | Giulia Gatto-Monticone | 6                  | 4           | 6           |  |  | Giulia Gatto-Monticone | Giulia Gatto-Monticone | 6             | 4             | 4             |   |   |              |                    |                    |              |              |  |
|  | Valeria Savinykh   | Valeria Savinykh       | Valeria Savinykh   | 2           | 64          |  |  | Isabella Shinikova     | Isabella Shinikova     | 2             | 6             | 6             |   |   |              |                    |                    |              |              |  |
|  | Isabella Shinikova | Isabella Shinikova     | Isabella Shinikova | 6           | 7           |  |  |                        |                        |               |               |               |   |   |              | Isabella Shinikova | Isabella Shinikova | 0            | 1            |  |
|  |                    | Robin Anderson         | 0                  | 6           | 4           |  |  |                        |                        | 6             | Greet Minnen  | Greet Minnen  | 6 | 6 |              |                    |                    |              |              |  |
|  | WC                 | Arina Rodionova        | 6                  | 3           | 6           |  |  | WC                     | Arina Rodionova        | 6             | 4             | 65            |   |   |              |                    |                    |              |              |  |
|  |                    | Lara Arruabarrena      | Lara Arruabarrena  | 3           | 4           |  |  | 6                      | Greet Minnen           | 2             | 6             | 7             |   |   |              |                    |                    |              |              |  |
|  | 6                  | Greet Minnen           | Greet Minnen       | 6           | 6           |  |  |                        |                        |               |               |               |   |   |              |                    |                    |              |              |  |

### Sezione 4
|  | Primo turno | Primo turno         | Primo turno         | Primo turno | Primo turno |  |  | Secondo turno | Secondo turno       | Secondo turno     | Secondo turno       | Secondo turno |   |   | Ultimo turno | Ultimo turno  | Ultimo turno | Ultimo turno | Ultimo turno |  |
|  |             |                     |                     |             |             |  |  |               |                     |                   |                     |               |   |   |              |               |              |              |              |  |
|  | 4           | Camila Giorgi       | 4                   | 6           | 6           |  |  |               |                     |                   |                     |               |   |   |              |               |              |              |              |  |
|  |             | Kurumi Nara         | 6                   | 2           | 0           |  |  | 4             | Camila Giorgi       | Camila Giorgi     | 7                   | 6             |   |   |              |               |              |              |              |  |
|  | PR          | CoCo Vandeweghe     | CoCo Vandeweghe     | 1           | 6           |  |  |               | Caroline Dolehide   | Caroline Dolehide | 5                   | 3             |   |   |              |               |              |              |              |  |
|  |             | Caroline Dolehide   | Caroline Dolehide   | 6           | 7           |  |  |               |                     |                   |                     |               |   |   | 4            | Camila Giorgi | 64           | 6            | 6            |  |
|  | WC          | Erin Routliffe      | Erin Routliffe      | 2           | 5           |  |  |               |                     | 8                 | Ysaline Bonaventure | 7             | 4 | 1 |              |               |              |              |              |  |
|  | WC          | Sara Errani         | Sara Errani         | 6           | 7           |  |  | WC            | Sara Errani         | 7                 | 5                   | 4             |   |   |              |               |              |              |              |  |
|  |             | Irina Bara          | Irina Bara          | 3           | 1           |  |  | 8             | Ysaline Bonaventure | 65                | 7                   | 6             |   |   |              |               |              |              |              |  |
|  | 8           | Ysaline Bonaventure | Ysaline Bonaventure | 6           | 6           |  |  |               |                     |                   |                     |               |   |   |              |               |              |              |              |  |